# Persönlicher Stab Reichsführer-SS

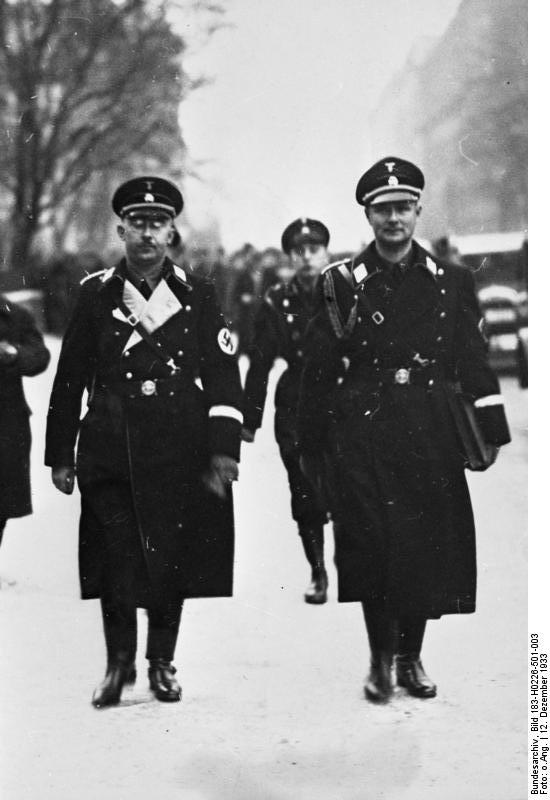
Heinrich Himmler (till vänster) med sin adjutant Karl Wolff i Berlin i december 1933.

Persönlicher Stab Reichsführer-SS var Reichsführer-SS, det vill säga Heinrich Himmlers, personliga stab. Myndigheten inrättades 1933 och fick i uppgift att samordna de aktiviteter och projekt som var underställda Reichsführer-SS.

## Chefer
- Karl Wolff (1933–1942)
- Maximilian von Herff (1942–1945)